# Opérculo (peces)
El opérculo de los peces óseos (Osteichthyes) es una aleta de hueso duro que cubre y protege las branquias. En la mayoría de los peces, el límite posterior del opérculo marca el límite entre la     cabeza y el tronco.

## Partes del opérculo
El opérculo está compuesto de cuatro huesos:
- opérculo
- preopérculo
- interopérculo
- subopérculo

La morfología de esta característica anatómica tiene grandes variaciones entre especies. Por ejemplo, Lepomis macrochirus tiene extensión redondeada orientada posterior y dorsalmente con una pequeña mancha negra. En algunas especies el opérculo puede empujar agua desde la cavidad bucal a través de las branquias. El opérculo protege la branquia en peces óseos . 
Para algunos peces, el opérculo es vital para la obtención de oxígeno. Se abre cuando la boca se cierra, causando presión negativa al lado externo de las branquias para que el agua fluya hacia la menor presión a través de estas, permitiendo el intercambio de oxígeno en las lamelas (lamellae). Los peces cartilaginosos (Chondrichthyes) no tienen opérculo. Poseen otros métodos para el paso de agua por las branquias. En la respiración equivale a 25 respiraciones por segundo.